# Der Mann, der sich verkaufte
Der Mann, der sich verkaufte ist ein deutscher Kriminalfilm des ungarischen Regisseurs Josef von Báky aus dem Jahr 1959. Die Literaturverfilmung basiert auf einer Idee von Wolf Neumeister und Olaf Herfeldt. In der Hauptrolle verkörpert Hansjörg Felmy den Reporter Niko Jost. Die weiteren Hauptrollen sind mit Hildegard Knef, Antje Weisgerber, Kurt Ehrhardt, Katharina Matz, Ernst Schröder und Fritz Tillmann besetzt.

## Handlung
Der ehrgeizige Reporter Niko Jost arbeitet an seiner Artikelserie Schwarzer Markt und weiße Westen, die sich sehr erfolgreich vermarktet. Im Rahmen seiner Recherchen deckt er die dunkle Vergangenheit eines neureichen Hoteliers und Geschäftsmannes auf, der, wie sich herausstellt, zu Unrecht eines Mordes beschuldigt wird. Ins Gefängnis geworfen und in die Enge gedrängt, erleidet der zu Unrecht Beschuldigte einen Herzanfall und stirbt. Erst danach kommen die wahren Umstände des Mordes ans Licht.

## Produktion, Veröffentlichung
Gedreht wurde im Real-Film Studio im Hamburger Bezirk Wandsbek. Ottokar Runze assistierte Josef von Báky bei der Regiearbeit. Erich Kettelhut war gemeinsam mit Johannes Ott für die Filmbauten verantwortlich.
Der Mann, der sich verkaufte wurde am 12. März 1959 im Kino Regina in Hannover uraufgeführt. In der Schweiz wurde der Film am 20. Januar 1963 erstmals veröffentlicht. Weitere Veröffentlichungen erfuhr der Film in Belgien, in Polen und im ehemaligen Jugoslawien. Der internationale Filmtitel lautet The Man Who Sold Himself. Die Erstausstrahlung im deutschen Fernsehen erfolgte am 2. März 1964 im Programm der ARD.

## Kritik
Die überregionale Wochenzeitung Die Zeit bescheinigte den Darstellern teilweise „faszinierende“ Leistungen, reklamierte jedoch unter anderem die klischeehafte Darstellung und die mangelnde Detailtreue der gezeigten Berufsbilder, wie beispielsweise des Zeitungsverlegers, der nur darauf ist, Profit zu machen, oder der Beamten und Minister, die allesamt als wenig geistreich dargestellt seien.
Das Lexikon des internationalen Films lobte: „Bemerkenswert kritischer deutscher Film, der die Methoden der Sensationspresse ebenso attackiert wie die Scheinmoral der Neureichen, wenn sich auch bisweilen die Muster der Kriminalkolportage verselbständigen und den gesellschaftlichen Hintergrund zurückdrängen.“
Auch die Redaktionskritik der Cinema ging in diese Richtung: „Kritisch und dennoch differenziert“, lautete die Kernaussage dort.